# Koterov
Koterov – część ustawowego miasta Pilzna, położona w jego w południowe-wschodniej części. Leży na terenie gminy katastralnej Pilzno 2.